# والی ورد، تگزاس
والی ورد (به انگلیسی: Valle Verde) یک منطقهٔ مسکونی در ایالات متحده آمریکا است که در تگزاس واقع شده‌است. والی ورد ۰ نفر جمعیت دارد.